# Малый Епседей
Малый Епседей — река в Приуральском районе Ямало-Ненецкого АО. Устье реки находится в 57 км от устья реки Большой Епседей по левому берегу. Длина реки — 33 км. Значительные притоки: Харатарка и Пэдарасавэй — левые, Нензатарка и Лымбадмал правые.

## Данные водного реестра
По данным государственного водного реестра России относится к Нижнеобскому бассейновому округу, водохозяйственный участок реки — Обь от впадения реки Северная Сосьва до города Салехард, речной подбассейн реки — бассейны притоков Оби ниже впадения Северной Сосьвы. Речной бассейн реки — (Нижняя) Обь от впадения Иртыша.
Код объекта в государственном водном реестре — 15020300112115300033085.